# Lonomia brunnea
Lonomia brunnea är en fjärilsart som beskrevs av Eugène Louis Bouvier 1930. Lonomia brunnea ingår i släktet Lonomia och familjen påfågelsspinnare. Inga underarter finns listade i Catalogue of Life.